# للأبد (مسلسل تلفزيوني 2018)
للأبد هو مسلسل كوميدي أمريكي قادم، المسلسل صنعه آلان يانغ ومات هوبارد، العرض الأول كان في 14 سبتمبر عام 2018 على أمازون فيديو. المسلسل من بطولة فريد آرميسين ومايا رودولف, وكلاهما أيضا أنتجا المسلسل بجانب يانغ، هوبارد ديف بيكي وتيم ساركس.

## الحبكة
إلى الأبد ي يتتبع الزوجان أوسكار وجون اللذين «يعيشان حياة مريحة ولكن متوقعة في ضواحي ريفرسايد، كاليفورنيا. طوال 12 سنة كانا يجرون نفس المحادثات، ويأكلون نفس الوجبات ويأخذون عطلات ممتعة في نفس المنزل المطل علي البحيرة. ولكن بعد طلبت جون من أوسكار تغير بعض الأمور والبدء برحلة التزلج، يجد الزوج نفسه في منطقة غير مألوفة تماما».

## الطاقم والشخصيات

### الرئيسي
- فريد كما أوسكار هوفمان
- مايا رودولف كما يونيو هوفمان

## الإصدار
في 2 أغسطس عام 2018 ، صدر الإعلان التشويقي الأول والملصق الدعائي.العرض الأول كان في 14 سبتمبر عام 2018 على أمازون فيديو.